# Een hulpvaardige geest
Een hulpvaardige geest is een sprookje uit India.

## Het verhaal
Sanoebhoeti is een brahmaan en gaat bedelend door het leven. Zijn vrouw is een feeks, ze kookt en eet dan de rijst die haar man verzamelt heeft alleen op. De brahmaan krijgt de restjes en moet de vaat doen. De vrouw maakt elke dag een touw en ranselt haar man af. Op een dag wordt Sanoebhoeti door een dorpsgenoot op reis gestuurd met een boodschap. Als hij terugkomt, zal zijn vrouw tien touwen hebben om hem af te ranselen. Sanoebhoeti wordt opgehouden en zijn vrouw is woedend, ze pakt de touwen en ranselt een oude vijgenboom af. De geest lijdt alle pijn van de zweepslagen en rent weg. Hij ziet de man met een goed gevulde bedelnap en een zak rijst op zijn hoofd. De geest vraagt zijn naam en woonplaats en Sanoebhoeti antwoordt eerlijk. De geest zegt een vrouw in het dorp meegemaakt te hebben en vraagt zich af hoe Sanoebhoeti het uithoudt in het dorp.
Sanoebhoeti snapt dat er een geest tegenover hem staat en antwoordt dat dit zijn eigen vrouw moet zijn. Hij toont zijn rug en de geest schrikt van de littekens. De geest heeft medelijden en vraagt waarom de man bij de vrouw blijft en zelfs het eten met haar deelt. De man antwoordt dat de vrouw voor hem kookt en geen familie heeft om hem te helpen. Hij begint te huilen en de geest zegt dat hij naar de grote stad moet gaan. De geest zal in het lichaam van koning Doergadatta gaan zitten en Sanoebhoeti moet als geestenbezweerder naar het hof gaan. Voor de genezing moet hij dorpen en rijkdom vragen en kan daarna trouwen met een fatsoenlijke vrouw.
Dezelfde nacht gaat de geest in het lichaam van de koningsdochter en ze is als een wilde en bijt iedereen. De ouders sluiten haar op en ze wordt elke dag magerder. Sanoebhoeti arriveert en hoort over de moeilijkheden op het paleis. De koning belooft schriftelijk enkele dorpen en rijkdom als man in lompen zijn dochter genezen kan en brengt hem met twaalf lijfwachten naar de kamer van de prinsses. De koning waarschuwt nog voor de duivel en vraagt waarom Sanoebhoeti geen toverspullen bij zich heeft. Sanoebhoeti antwoordt dat alleen kwakzalvers deze spullen gebruiken en gaat de kamer binnen. De prinses valt hem aan, maar hij zegt de brahmaan te zijn die onder de vijgenboom woont.
De geest verlaat het lichaam en waarschuwt nog dat Sanoebhoeti hem nooit weer lastig moet vallen. Hij zal in het lichaam van een andere prinses gaan wonen. Sanoebhoeti wordt geprezen als een god, de prinses is genezen en heeft honger. Ze geneest binnen enkele dagen en de koning geeft tweemaal zoveel dorpen als hij had beloofd aan de brahmaan. Sanoebhoeti trouwt met de dochter van een hofpriester en leeft in weelde. De vorst van een naburig land schrijft de koning dat zijn dochter door een demon bezeten is en vraagt de vermaarde Sanoebhoeti te sturen. Er is een palankijn om Sanoebhoeti te halen en hij zegt dat hij te zwak is om een tweede maal een geest te verdrijven.
Doergatta vertelt dat de koning een bloedverwant is en zijn reputatie staat op het spel, een verzoek kan niet genegeerd worden. De koning belooft wel dat Sanoebhoeti nooit weer door hem gevraagd zal worden een geest te verdrijven. Sanoebhoeti beseft dat hij rijk geworden is door de geest en dat hij zijn waarschuwing negeert. Hij vraagt zich af waarom hij door gaat met de poppenkast en gaat naar de prinses. Hij vertelt dat hij de brahmaan is die onder de vijgenboom woont en de geest wil weten waarom hij zijn waarschuwing in de wind slaat en nog meer verlangt.
Sanoebhoeti zegt dat rampspoed zijn leven achtervolgt en hij wil advies. Zes maanden was hij gelukkig, maar hij vertelt dat zijn eerste vrouw erachter gekomen is dat hij opnieuw is getrouwd. Ze is met honderdtachtig touwen naar zijn huis gekomen en toen hij haar zag, is hij gevlucht. Hij werpt zich aan de voeten van de weldoener en de geest zegt dat hij de zweepslagen op de vijgenboom niet is vergeten. Sanoebhoeti vertelt dat zijn vrouw helderziend is en hem zal achtervolgen. De geest vlucht naar een eiland en verlaat het lichaam van de prinses. Sanoebhoeti dankt de goden voor de list, hij krijgt een beloning en gaat naar huis.

## Achtergronden
- Het verhaal komt uit Andra Pradesh.
- De hoofdpersoon wordt beledigd door zijn vrouw, vergelijk De geest die niet in de tas wilde.
- Vergelijk De dood als peet, ook hier wordt de waarschuwing van de dood genegeerd.